# Epidemiologia veterinária
Epidemiologia Veterinária é a especialidade da Medicina Veterinária que estuda a freqüência das doenças em diferentes grupos ou coletividades, proporcionando a detecção de qualquer mudança nos fatores que interferem na sua distribuição, com a finalidade de recomendar e adotar as ações de prevenção e controle adequadas.
Conceitos importantes:
- Last JM  : A Dictionary of Epidemiology - "O estudo da distribuição e determinantes dos estados e eventos relacionados à saúde em populações e a aplicação desse estudo no controle de problemas de saúde".
- Lilienfield A. : in Foundations of Epidemiology - "O estudo da distribuição de uma doença ou condição fisiológica em populações e dos fatores que influenciam esta distribuição".

Estudos epidemiológicos requerem experiência em muitas áreas, tais como: produção animal, computação, manejo de dados (banco de dados), economia, matemática, ciências sociais, estatística e ciências veterinárias. Dentro dessas disciplinas, diversas técnicas como estatística analítica e descritiva, técnicas de diagnóstico, análise econômica, modelagem de dados e análise de risco são utilizadas nos métodos epidemiológocos.

## Qual a única ferramenta dos epidemiologistas?

### Medir a frequência de uma doença nas populações.
Para medir essa frequência, existem vários componentes, como:
- Classificar e caracterizar a doença;
- Encontrar uma fonte para busca de casos;
- Definir a população de risco da doença;
- Definir o período de tempo de risco da doença;
- Obter permissão para estudar o indivíduo;
- Fazer medidas das frequências da doença;
- Relacionar casos à probabilidade na população e tempo de risco.

## Quais os objetivos com o uso da epidemiologia?
- Determinação da origem da doença de causa desconhecida;
- Investigação e controle de doença de causa desconhecida ou pouco compreendida;
- Ter informações,conhecimento da ecologia e da história natural da doença;
- Planejamento e monitoramento de programas de controle da doença;
- Avaliação econômica dos efeitos da doença e dos custos x benefícios das campanhas.

## Finalidade epidemiológica
Investigar e identificar as causas, a ecologia e a história natural das enfermidades que afetam os rebanhos, visando seu controle, erradicação ou prevenção. 
Avaliar os riscos e impactos econômicos dos efeitos das enfermidades nas populações animais assim como das estratégias adotadas para controle ou prevenção, auxiliando desta forma, no planejamento dos programas de sanidade animal.

## Lista dos pontos fundamentais
- Frequência das doenças.
- Saúde em rebanhos.
- Fatores que interferem na distribuição da saúde e da doença.
- Recomendar e adotar ações.
- Ações de prevenção.
- Ações de controle.

## Determinação da origem da doença de causa conhecida

### Para se determinar a origem nestas condições, inclui-se
- Diagnóstico clínico;
- Diagnóstico laboratorial;
- Determinar porque o surto ocorreu, usando procedimentos corretos de controle, algo que pode ser difícil;

Ex.: Salmonelose em bezerros
- compra de animais infectados;
- alimentos contaminados.
Casos de salmonelose em criações intensas de bezerros, geralmente aparecem há poucos dias da entrada dos bezerros infectados na unidade, ocorrendo com mais intensidade em torno de 3 semanas.
A infecção por salmonelose geralmente desaparece no grupo ou rebanho quando mantidas as condições de higiene ou evitando a exposição às fontes de infecção externas.

## Investigação e controle de doença de causa desconhecida ou pouco compreendida

### O controle da doença baseia -se em observações epidemiológicas antes da causa ser identificada
Ex.: Ação protetora da varíola bovina contra a varíola humana (século XVIII)→ Anterior à  descoberta dos vírus → Base da erradicação da doença no mundo;
- BSE  ocorreu em decorrência ao consumo de alimentos contendo farinha de carne e de ossos contaminados → Formulação de Leis → Proibição do consumo antes do agente ser identificado.
- Estudos epidemiológicos são também utilizados para identificar as causas de doenças-multifatoriais e pouco compreendidas;
- Técnicas de controle apropriadas podem ser usadas.

Ex.: Fator - Baixo consumo de água em felinos→ Urolitíase em felinos →Facilitou o controle- Modificação da dieta ;
Risco - Cadelas não castradas com histórico de estros irregulares e pseudoprenhez →Piometra→ Valor de diagnóstico  para o clínico.

## Aquisição de conhecimentos  e informações da ecologia e da história natural da doença

### Conhecimento de comunidades inter-relacionadas e seus ambientes-ecossistemas
- Leptospirose em rebanhos bovinos→O controle envolve outras espécies de animais presentes na propriedade.
- A rotina de observação fornece informações importantes nas mudanças no nível de ocorrência da doença→Mudanças nas estratégias de controle.
Esquema:
Doenças infecciosas transmitidas por artrópodes → Relações ecológicas complexas → Difícil controle → Estudos epidemiológicos abrangentes → Métodos adequados de controle ←

## Planejamento e Monitoramento de programas de controle da doença
Requer conhecimento do nível de ocorrência da doença numa população, conhecimento dos fatores associados à sua ocorrência, estruturas necessárias para o seu controle e o custo x benefício envolvido na ação.
Ex.: Programas Nacionais de Sanidade Animal → PNCEBT- PNSE; PNSA - PNEFA ; PNCRH  - PNSS.

## Metodologia Epidemiológica

### Aplicação do método científico a eventos relacionados com as condições de saúde e de doença a nível populacional ou massal.
- Busca reconhecer a existência do problema;
- Define sua natureza e extensão;
- Determina a  causalidade;
- Estabelece tratamento ou medidas de prevenção.

## Características da abordagem epidemiológica

### Toda investigação epidemiológica deve considerar que
1. As informações devem estar relacionadas a uma população bem definida.
2. A abordagem deve ser orientada para Fontegrupos e não para indivíduosBibliografia.
3. Os resultados são avaliados a partir da comparação entre os grupos.